# Большая Грязнуха
Большая Грязнуха — село в Каменском районе Свердловской области России. Входит в Каменский муниципальный округ.
Ранее входило в состав сельсовета Каменского района.

## География

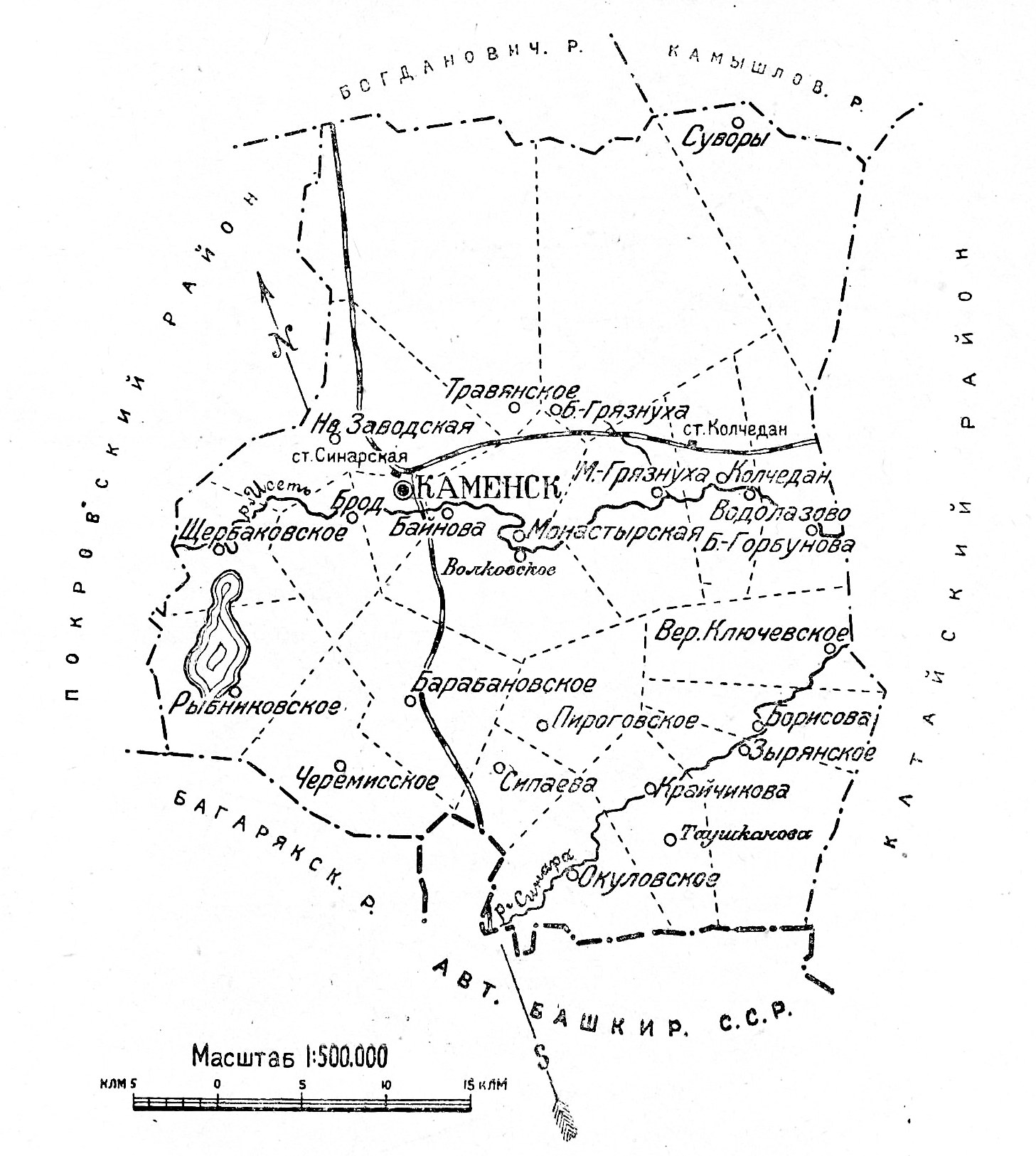
Большая Грязнуха на схеме Каменского района, 1928 г.

Село Большая Грязнуха расположено на реке Грязнухе, протекающей далее через Боёвку и Новоисетское (Малая Грязнуха) и впадающей в Исеть. Большая Грязнуха находится в 16 километрах к востоку от города Каменска-Уральского, вблизи Колчеданского тракта. В двух километрах западнее находится село Травянское.
Южнее села проходит железнодорожная ветка Екатеринбург — Курган. В двух километрах к юго-востоку расположен остановочный пункт Большая Грязнуха (ранее 109 км) Свердловской железной дороги.
Местность характеризуется как болотистая. На территории находятся несколько небольших водоёмов.

## История
Село основано между 1735 и 1750 годами. Первоначально оно называлось Карпушинское. Своё название село получило по фамилии первопоселенца Петра Карпушина. Первыми поселенцами были ссыльные. До крестьянской реформы 1861 года жители села были приписаны к Каменскому заводу. С 1737 года село входило в состав Пермской губернии, Екатеринбургскую область, Камышловский уезд. С 1750 года село входило в Травянскую волость. В 1889 году открыта церковно-приходская школа, относившаяся к Травянскому приходу.
После 1919 года Камышловский уезд был включён в состав Екатеринбургской губернии. В 1928 году село Большая Грязнуха входило в Большегрязнухинский сельсовет Каменского района Шадринского округа Уральской области. В 1929 году был образован колхоз. В 1960 году вошло в состав совхоза «Травянский».
На кладбище была деревянная часовня, которую снесли в советские годы.

## Население
| 1904 | 1926  | 2002 | 2010 | 2021 |
| ---- | ----- | ---- | ---- | ---- |
| 2241 | ↗2813 | ↘514 | ↗531 | ↗596 |

Структура
- По данным 1904 года, в селе было 417 дворов с населением 2241 человек (мужчин — 1135, женщин — 1106), все русские[11].
- По данным переписи населения 1926 года, в Большой Грязнухе было 575 дворов с населением 2813 человек (мужчин — 1317, женщин — 1496), все русские[6].
- По данным переписи населения 2002 года, русские составляли 94 % от общего числа сельчан[12].
- По данным переписи населения 2010 года, в селе проживал 531 человек — 259 мужчин и 272 женщины[13].

## Транспорт
Несколько раз в день до села следует пригородный маршрут № 107 Каменск-Уральский — Большая Грязнуха.

## Церковь Спаса Преображения

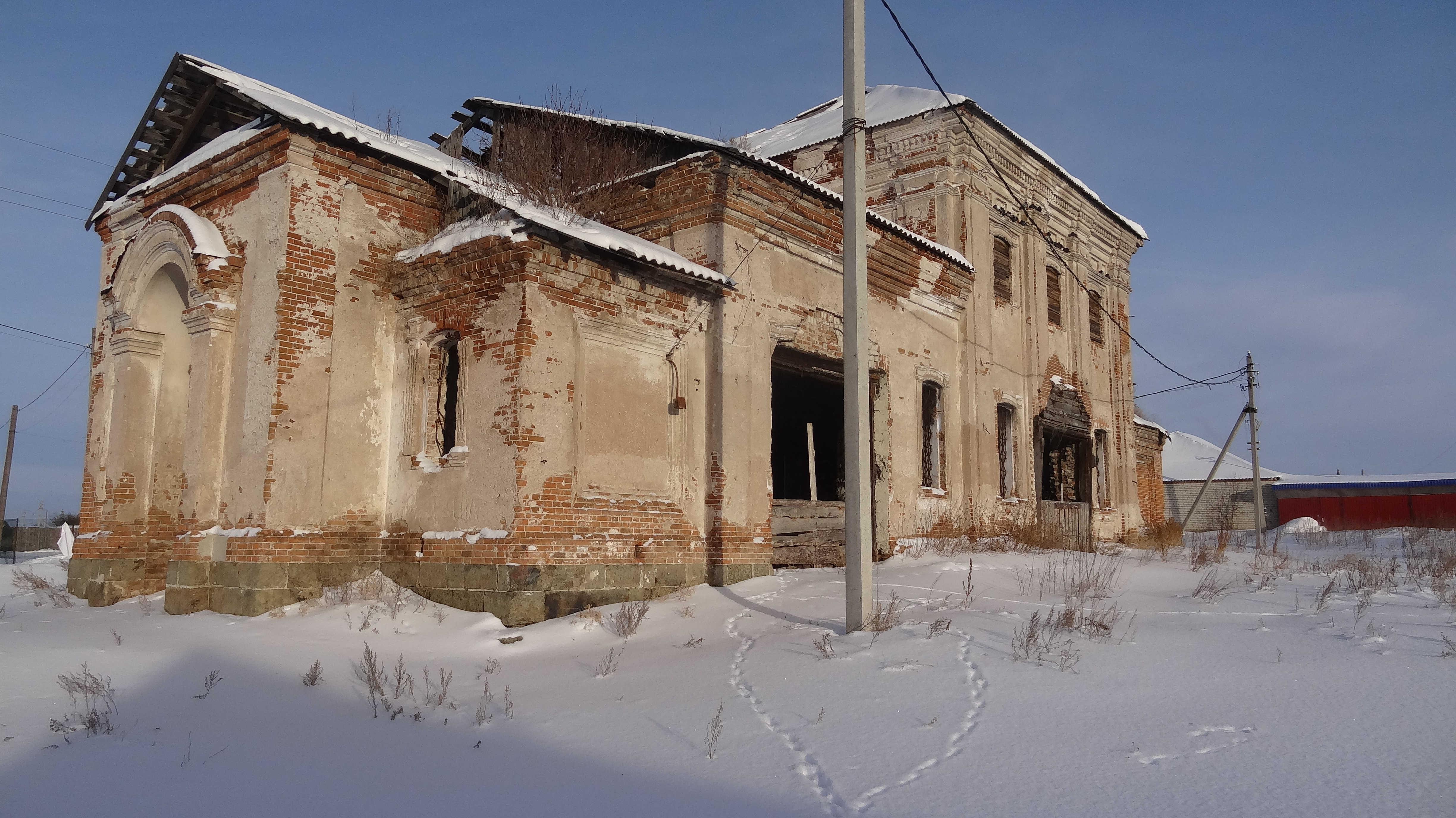
Церковь Преображения Господня (2016)

В 1750 году у села был единый с селом Травянским приход. В 1903 году был заложен каменный храм, возведение которого закончилось в 1907 году. Храм освящён в честь Преображения Господня. В 1915 году Преображенская церковь была приписана к Травянскому приходу. 4 ноября 1937 года священник церкви Кузовников Африкан Александрович приговорён к расстрелу. В 1938 году церковь закрыта.
До последнего времени в здании размещались мастерские и гараж. Вырубленные проёмы под большегрузный транспорт изуродовали облик храма. В настоящее время церковь пустует и продолжает разрушаться.